# Gord Downie
Pour les articles homonymes, voir Downie.
Ne doit pas être confondu avec Gordon Downie.
Gordon Edgar Downie, dit Gord Downie, né le 6 février 1964 à Amherstview (en) (Ontario) et mort le 17 octobre 2017 à Kingston (Ontario), est un chanteur, musicien et écrivain canadien.

## Biographie
Gord Downie est  le chanteur du groupe de rock canadien The Tragically Hip.
Il sort quatre albums solo : Coke Machine Glow (2001), Battle of the Nudes (2003), The Grand Bounce (2010) et Secret Path (2016).
Il est nommé, en juin 2017, membre de l'ordre du Canada.
Il meurt le 17 octobre 2017 des suites d'une tumeur au cerveau,,.